# Oz (magazine)
Pour les articles homonymes, voir Oz.
Oz est un ancien périodique publié dans un premier temps à Sydney, en Australie, de 1963 à 1969, comme magazine satirique, puis, dans sa phase la plus connue (de 1967 à 1973 à Londres), comme un magazine se réclamant de l'underground alors naissant en Grande-Bretagne. 
Il fait l'objet de deux procès pour obscénité très médiatisés, en 1964 en Australie et en 1971 au Royaume-Uni. Les rédacteurs en chef Richard Neville (1941-2016), Richard Walsh, Martin Sharp (1942-2013), Jim Anderson, Felix Dennis ont tous été acquittés dans les deux cas après avoir été initialement déclarés coupables et dans certains cas emprisonnés. 

## Période australienne
La publication, à Sydney, du premier cahier de 16 pages illustrées, le 1er avril 1963, fait sensation avec la vente de 6 000 exemplaires dès la mi-journée. Il s'agit d'une parodie de The Sydney Morning Herald. Le fait que ce premier numéro soit sorti de l'imprimerie de ce même journal ajoute à l'illusion. La première page présente un canular : l'effondrement du Harbour Bridge de Sydney. Le récit d'un avortement, alors illégal, leur vaut leurs premières critiques. 
Les numéros suivants abordent des thèmes polémiques comme la censure, l'homosexualité, la brutalité policière, le racisme supposé du gouvernement, les lois pour une « Australie blanche » ou l'histoire militaire de l'Australie pendant la guerre du Viêt Nam. 
Après la publication du numéro 3, les rédacteurs en chef sont mis en examen pour le chef d'accusation d'obscénité. Plaidant coupables, ils sont condamnés à 20 dollars d'amende le 3 septembre 1964. À la publication du numéro 5, en décembre de la même année, une satire visant explicitement l'intégrité de la police a pour effet de voir 140 exemplaires du magazine saisis et condamnés à être brûlés par un juge local. Le numéro 6 publie une photo, qui deviendra célèbre, celle de Richard Neville, un des rédacteurs en chef, et de deux autres acolytes, feignant d'uriner dans une fontaine du sculpteur Tom Bass se trouvant inscrite dans la façade des bureaux de la Peninsular and Oriental Steam Navigation Company (P & O) que le Premier ministre australien, Robert Menzies, venait d'inaugurer. En 1964, de nouvelles accusations d'obscénité sont prises, conduisant un juge à condamner, pour l'exemple, les trois rédacteurs à plusieurs mois de prison. 
Le comité de soutien du magazine organise un concert au Sydney University Theatre le 15 novembre 1964, avec The Missing Links et Leonard Tealen dont les bénéfices iront aux accusés. Les rédacteurs gagnent en appel. 
En 1965, le magazine publie une liste des 20 plus grands criminels de Sydney, dont Lenny McPherson. Ce dernier, selon le rédacteur en chef lui-même, aurait rendu une visite à Richard Neville à son domicile afin, selon lui, de vérifier si les rédacteurs d'Oz appartiennent à un gang rival et parce qu'il n'est pas d'accord avec ce que Neville dit de lui dans son article. La mort de Jacky Steele, autre criminel local, en novembre 1965, est attribuée à cette liste à la suite d'une hypothétique déclaration de Steele sur son lit de mort, publiée dans un numéro ultérieur du magazine, déclarant qu'il aurait été abattu pour avoir acheté plusieurs exemplaires de cet exemplaire avec la liste. 
Une partie de la rédaction d'Oz est transférée à Londres à la suite du déménagement de Richard Neville et Martin Sharp en 1966 en Angleterre, tandis que la publication australienne se poursuit jusqu'en 1969.

## Période britannique

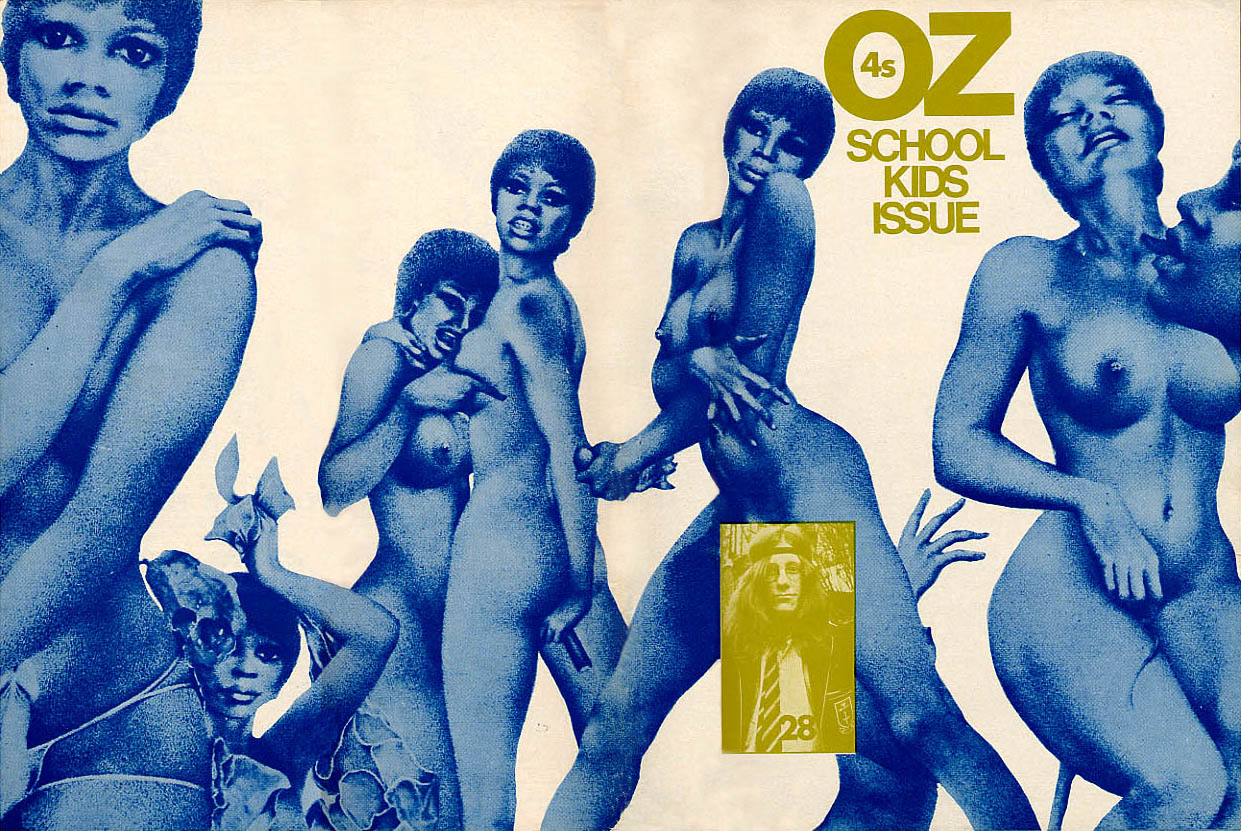
Oz numéro 28, Schoolkids Issue (couverture dépliée, mai 1970).

En parallèle, est lancée une version britannique de Oz en janvier 1967 à Londres (numéro intitulé Theological striptease), à un rythme mensuel et au format A3, et met à contribution des journalistes et personnalités comme Germaine Greer, Robert Whitaker (en), Michael Leunig et Barney Bubbles. En pleine ère psychédélique, le magazine est visuellement original, surfant sur la vague graphique psychédélique, et utilise les ressources des premières impressions offset. Le numéro 11 (avril 1968), par exemple, offre des autocollants de différents labels. 
Les thèmes traités par le magazine continuent de provoquer de nombreuses réactions, en particulier la couverture sur la guerre du Viêt Nam (couverte de sang, mars 1968), le débat sur les drogues, le féminisme (Germaine Greer, mars 1969), l'homosexualité (août 1969) et les modes de vie alternatifs, ainsi que les révélations d'actes de torture commis par la junte militaire en Grèce.
En 1970, en réponse à une critique disant que le magazine perd le contact avec la jeunesse, une annonce invite les collégiens à devenir rédacteurs de quelques numéros. Vingt élèves répondent, dont Charles Shaar Murray et Deyan Sudjic qui, dans le numéro 28 de mai 1970, rédigèrent le numéro appelé Schoolkids OZ. Le résultat est une parodie de l'Ours Rupert aux connotations sexuelles. 

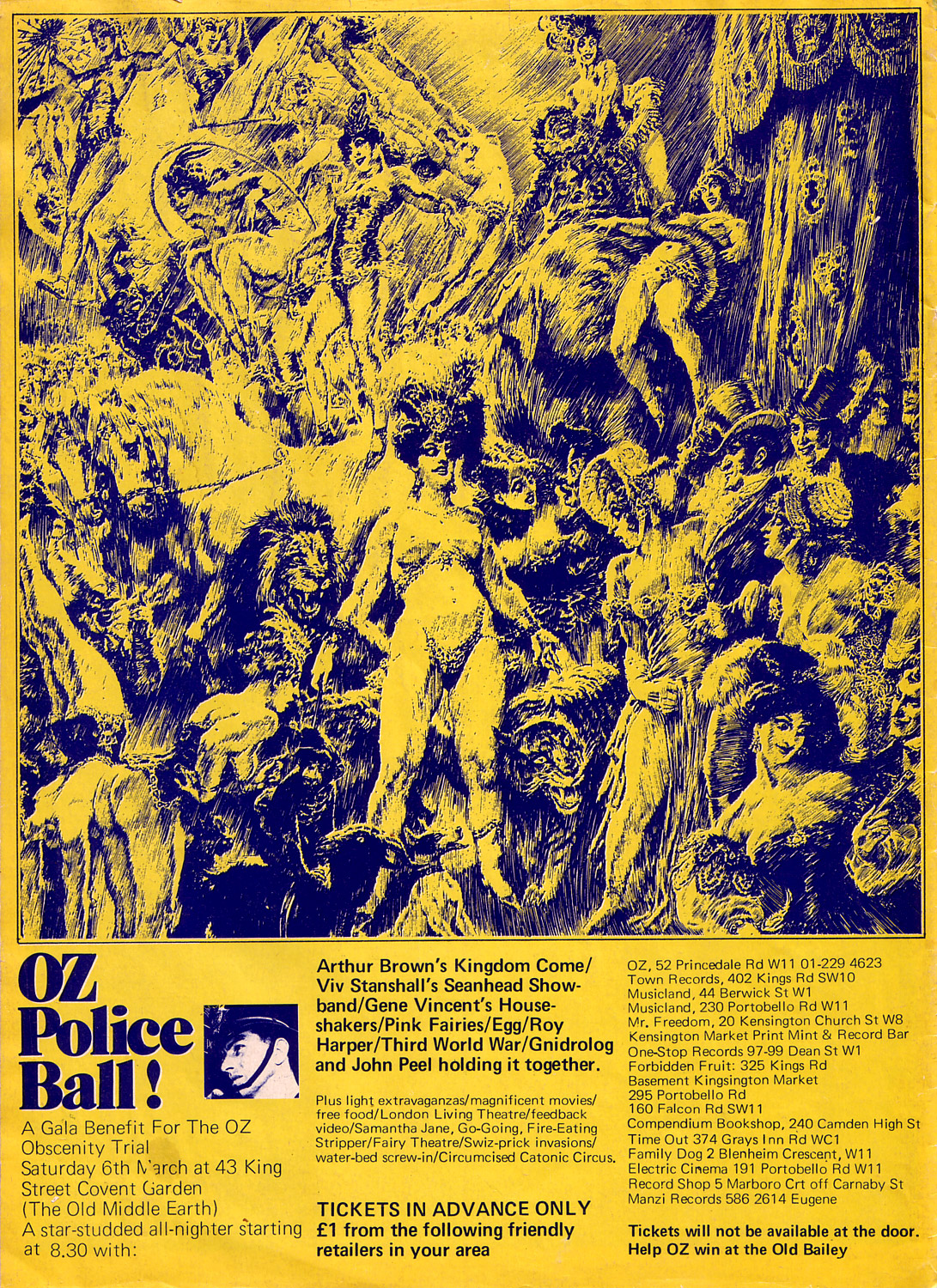
Oz numéro 33, la quatrième de couverture fait la publicité pour un gala (a ball) à l'occasion du procès pour obscénité, avec un clin d'œil à la police.

Les critiques des bureaux londoniens de la Obscene Publications Squad ciblent Oz parmi plusieurs publications underground. Ce dernier numéro, associant jeunesse et sexe, apporte les bases du procès pour obscénité de 1971. Le chef d'accusation contre les rédacteurs Neville, Dennis et Anderson est « conspiration pour tentative de corruption de la morale publique ».
L’avocat de la défense, à l’ouverture du procès de 1971, déclare « cette affaire est à la croisée des chemins de nos libertés et des limites à notre liberté de penser, de dessiner et d’écrire ce qui nous plait ». Pour l‘accusation, il est question de « conspiration, avec de jeunes gens, pour la publication d’un magazine contenant des articles, dessins et cartoons obscènes, lubriques, indécents, et sexuellement pervertis, avec intention de débaucher et corrompre la morale des enfants et adolescents et d’implanter dans leur esprit des idées de luxure et de perversion » 
John Lennon et Yoko Ono se joignent aux manifestations de protestations et organisent l'enregistrement de God Save Us par l'Elastic Oz Band. Lennon explique que le titre est un jeu de mots à partir de « God Save Oz »
À certains moments du procès, les accusés portent des uniformes de lycéennes ou des perruques. Quelques célébrités locales, témoins de la défense, comme Marty Feldman, DJ John Peel et Edward de Bono sont présentes au procès. Le procès conclut finalement que les « Trois Oz » sont non coupables des charges de conspiration mais condamnés pour deux chefs d'accusations mineurs à l'emprisonnement. Ils sont immédiatement transférés en prison et leurs crânes sont rasés, ce qui provoque d'autres réactions publiques. Leur condamnation est finalement annulée en appel.
Oz publie quelques numéros à la suite du procès, mais le succès n'est plus le même et en novembre 1973 leur dette s'élève à 20 000 £ et le lectorat est devenu trop réduit : le numéro 48 est le dernier, montrant en couverture l'équipe rédactionnelle totalement nue.

## Contributions graphiques notables
- Martin Sharp
- Michael English (1941-2009)
- Louise Ferrier (compagne de Neville)
- Nigel Weymouth
- Robert Crumb
- Norman Lindsay
- John Hurford (en)
- Ken Perenyi (devenu un peintre-faussaire)

## Ozaprès la fin
- Dennis est devenu propriétaire de Dennis Publishing qui publie, entre autres, le magazine Maxim.
- Neville publia un livre sur l'histoire du magazine : Hippie Hippie Shake.
- Walsh travaille avec l'Australian Consolidated Press,
- Sharp est un artiste pop art, toujours reconnu en Europe et en Australie.

Les numéros d’Oz sont devenus rares aujourd'hui et certains se vendent jusqu'à plusieurs centaines de livres sterling.

## Livres, films documentaires et parodies surOz
- Le livre sur l'histoire du magazine : Hippie Hippie Shake (voir plus haut).
- Le documentaire The Trials of Oz, BBC, 1991.
- La série télévisée britannique Hippies en 1999 a parodié le magazine.
- En 2008, un film long métrage sur l'aventure du magazine, de sa période australienne jusqu'au procès pour obscénité, a été tourné par la réalisatrice britannique Beeban Kidron, basé sur le livre de Neville Hippie Hippie Shake, et portant le même nom. Mais diverses mésaventures ont occasionné des retards dans le tournage, puis le montage des rushes, qu'il n'est jamais sorti en salles...